# フィーカル・マター
フィーカル・マター (Fecal Matter) は、アメリカのバンド。1985年にワシントン州アバディーンにおいて後に80年代後半から90年代の前半におけるグランジシーンの中心的バンドとなるニルヴァーナのフロントマンとなるカート・コバーンとメルヴィンズのデイル・クローヴァーによって結成された。バンドの活動期間は至極短く、フィーカル・マター名義で公式に発売された作品すら無いが上記のカート・コバーンに加え、メルヴィンズのデイル・クローヴァーとバズ・オズボーンというグランジシーンにおける大物が在籍していたことでその名を知られることになる。

## 歴史

### 活動期間
前述の様に1985年から86年と僅かな活動期間であったフィーカル・マターは1985年の始めにボーカルとギターをカート・コバーン、ベースにデイル・クローヴァー、ドラマーにグレッグ・ホーカンソンを担当するかたちで結成された。同年12月にグレッグが脱退するまで彼らはオリジナル曲とカバー曲の練習に時間を費やした。グレッグが脱退してしばらくするとカートとデイルはベリアンのカートの叔母であるマリ・アールの家で『イリテラシー・ウィル・プレヴァイル・デモ - Illiteracy Will Prevail demo  - 』を4-トラックレコーダーで録音した。
1986年にはベースにバズ・オズボーン、ドラムにマイク・ディラードが加入したが、カートはオズボーンがベース用のアンプの購入を拒否したことからオズボーンがフィーカル・マターとしての活動を本気でしようとはしていないと考え、同年2月フィーカル・マターは解散した。

### その後
カートは友人や周囲の仲間達にデモ・テープを配布し、知人のクリス・ノヴォセリックにも渡した。ノヴォセリックが渡されたデモ・テープを聴くと彼はこのデモ、とりわけ"スパンク・スルー"を気に入り、カートとニルヴァーナを結成した。その後この新体制の下、"スパンク・スルー"を再録音し、再録音されたスパンク・スルーはサブ・ポップ所属アーティストらのコンピレーション・アルバムであるサブ・ポップ 200に収録されることとなった。
この"スパンク・スルー"がフィーカル・マターにとってニルヴァーナ名義でリリースされたとはいえ公式にリリースされた唯一の楽曲となる。2005年に発売されたスリヴァーにて"スパンク・スルーの他、ブリーチに収録されたニルヴァーナが再録音したバージョンの"ダウナー"、"アノレクシスト"、九分にわたるデモのメドレーが収録された。また2004年に発売されたウィズ・ザ・ライツ・アウトにもこれらの曲が収録されている。
2006年の3月には不完全な、低音質の『イリテラシー・ウィル・プレヴァイル・デモ』がインターネットを通じて流出し、一週間後にマイスペースにて完全な状態のデモの楽曲、"サウンド・オブ・ディンテージ"、"バンビ・スラーター"や"ラミニネッテッド・エフェクト"が暫定的に公開された。これらはコレクターで正規のデモ・テープを聞いたことがあるマイク・ジグラーにより正規と確認された。

## 作品
- Illiteracy Will Prevail demo

1. サウンド・オブ・ディンテージ "Sound of Dentage" 3:29
2. 映画リーファー・マッドネスからの引用 (Reefer Madness excerpts) 1:15
3. バンビ・スラウター "Bambi Slaughter" 3:33
4. ラミニネッテッド・エフェクト "Laminated Effect" 2:17
5. タイトル不明 Unknown Title ("Control") 2:36
6. タイトル不明 Unknown Title ("Class of '86") 3:55
7. タイトル不明 Unknown Title ("Blather's Log") 2:05
8. タイトル不明 Unknown Title ("Anorexorcist") 8:54
9. タイトル不明 Unknown Title ("Accusations") 4:48
10. スパンク・スルー "Spank Thru" 3:49
11. タイトル不明 Unknown Title ("Insurance") 1:28
12. タイトル不明 Unknown Title ("Buffy's Pregnant") 4:15
13. ヴァセリン "Vaseline" 2:21
14. ダウナー "Downer" 3:04
15. インストゥルメンタル "Instramental" (Instrumental version of Track 7) 1:39
16. ターンアラウンド "Turnaround" (Short clip of the Devo song) 1:15
17. (Guitar riffs of songs on the album)